# Body Heat (Blue System)
Body Heat è il secondo album in studio del gruppo Blue System, rappresentato dal musicista tedesco Dieter Bohlen. Il disco è stato pubblicato nel 1988.

## Tracce
1. Under My Skin – 3:31
2. Do You Wanna Be My Girlfriend – 3:55
3. Titanic 650604 – 3:23
4. Love Suite – 3:17
5. Body Heat – 3:04
6. My Bed Is Too Big – 3:13
7. Too Young – 3:39
8. Sorry Little Sarah (New York Dance Mix) – 5:56
9. Silent Water – 3:34
10. I Want to Be Your Brother – 3:12